# Bartolomé Sureda y Miserol (obraz Francisca Goi)

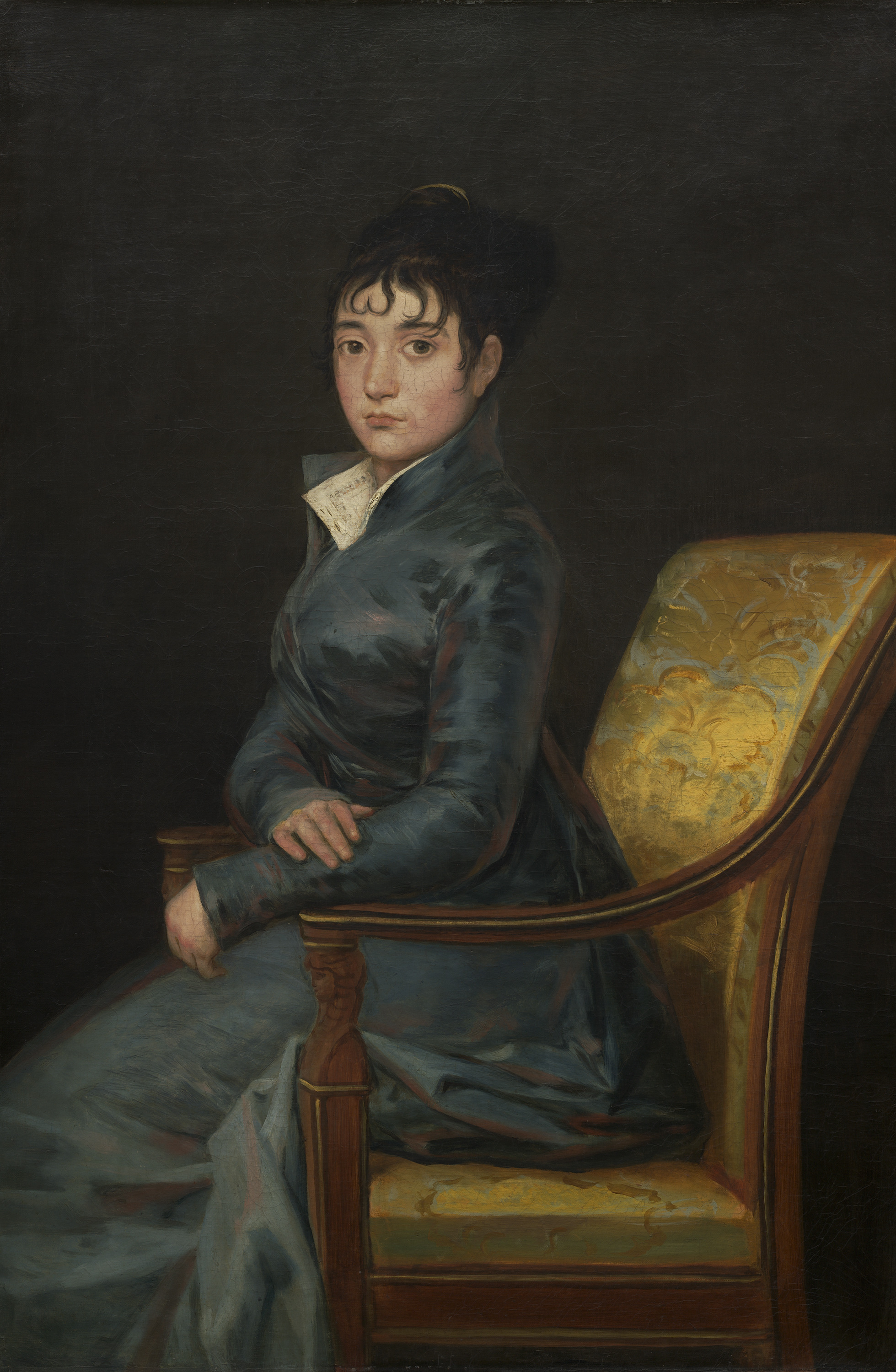
Thérèse Louise de Sureda, pendant przedstawiający żonę Bartolomé

Bartolomé Sureda y Miserol – obraz olejny hiszpańskiego malarza Francisca Goi znajdujący się w Narodowej Galerii Sztuki w Waszyngtonie. Przedstawia hiszpańskiego inżyniera Bartolomé Suredę.

## Okoliczności powstania
Okres pomiędzy nominacją Goi na pierwszego nadwornego malarza Karola IV w 1799 a inwazją napoleońską w 1808 r. był dla artysty czasem wielkiej aktywności i finansowej stabilizacji. W tym czasie powstało wiele portretów burżuazji. Do tej klasy należeli wszechstronny inżynier i artysta Bartolomé Sureda oraz jego żona Francuzka Thérèse Louise Sureda, osoby z bliskiego kręgu przyjaciół Goi. Artystów i osoby związane ze sztuką przemysłową – jak Bartolomé Sureda – Goya przedstawiał jako postaci wyrafinowane i o dobrym guście. Również Thérèse Louise została przedstawiona jako elegancka i modna dama. Pomimo że są to pendanty, malarz zerwał z barokową tradycją i zastosował różne kompozycje: formalną dla Thérèse Louise, która siedzi w fotelu, i swobodniejszą dla Bartolomé, który stoi lekko oparty.
Bartolomé Sureda (1769–1851) pochodził z Majorki, z niezamożnej rodziny. Uczył się rysunku w szkole w Palmie. W wieku 18 lat wyjechał do Madrytu, aby studiować w Królewskiej Akademii Sztuk Pięknych św. Ferdynanda. Poznał tam Agustína de Betancourta, wybitnego inżyniera i wynalazcę, który odkrył jego talent. W 1793 roku Betancourt zabrał Suredę do Londynu, gdzie sfinansował jego dalsze studia. Sureda miał okazję poznać różne procesy przemysłowe, w tym techniki drukarskie takie jak akwatinta i mezzotinta. W 1796 roku wrócił do Hiszpanii, możliwe, że w tym okresie podzielił się z Goyą swoją wiedzą na temat technik grawerstwa. Malarz przygotowywał wtedy swoją serię rycin Kaprysy, którą wydał w 1799 roku. Według syna Suredy, Goya namalował portrety małżonków w podziękowaniu za pomoc udzieloną mu w doskonaleniu techniki grawerskiej.
W 1800 Sureda otrzymał stypendium na wyjazd do Paryża, gdzie miał poznawać przemysłową produkcję tekstyliów i porcelany. W czasie pobytu w Paryżu poznał i ożenił się z Francuzką Thérèse Louise Chapronde Saint Armand, damą z oświeconej burżuazji. Możliwe, że poznali się poprzez zegarmistrza Abrahama-Louisa Brégueta, który od lat przyjaźnił się z Thérèse Louise. Małżeństwo wyjechało do Madrytu w 1803 roku, kiedy Sureda otrzymał zadanie modernizacji Królewskiej Fabryki Porcelany Buen Retiro. W 1804 roku został dyrektorem tej manufaktury, być może z tej okazji powstały portrety datowane na lata 1804–1806. Również Salas uważał, że portrety powstały najprawdopodobniej po powrocie Suredy z Paryża. Potwierdza to strój Suredy, zgodny z modą paryską z około 1799 roku. W tym samym okresie Goya namalował zbliżony kompozycyjnie Portret markiza de San Adrián oraz Portret Evarista Péreza de Castro. Trapier i Camón Aznar wskazują na lata 1807–1808 na podstawie techniki i strojów.

## Opis obrazu
Sureda został przedstawiony w trzech czwartych postaci, w pozycji stojącej i na neutralnym tle w odcieniach brązu. Stoi lekko pochylony opierając lewą rękę na biodrze, a prawą na stole lub piedestale – ten przedmiot jest jedynie zarysowany, nie wiadomo czy znajduje się w jakimś wnętrzu czy na świeżym powietrzu. Nosi dopasowany surdut z szerokimi klapami, wysokim kołnierzem w ciemnym kolorze i srebrnymi guzikami, pasiastą kamizelkę i krawat kilkakrotnie owinięty wokół szyi. W ręce trzyma cylinder odwrócony do widza jaskrawoczerwoną podszewką. Fryzura „na Tytusa” (włosy krótkie nad karkiem, a z przodu dłuższe, opadające na czoło) stała się modna po rewolucji francuskiej. Sureda wydaje się nieobecny, zagubiony w myślach, oczy wydają się zaspane. Postać ma nieco romantyczny charakter i wygląd dandysa
Kompozycja jest inspirowana XVIII-wiecznym portretem angielskim i jego konwencjonalną pozą stojącej postaci opartej na ramieniu z kapeluszem w dłoni. Ten format został przyjęty przez włoskiego malarza Pompeo Batoniego i wykorzystany w Portrecie Charlesa Cecila Robertsa, który Goya znał ze zbiorów Akademii św. Ferdynanda. Światło padające z górnego lewego rogu oświetla górną część sylwetki Suredy, zwłaszcza twarz i pierś, pozostawiając resztę kompozycji w cieniu. Paleta zastosowana do stroju ogranicza się do zieleni i szarości, z czerwonawymi i białymi akcentami. Wyróżnia się sposób oddania właściwości tkanin, pomimo zastosowanych szybkich pociągnięć pędzlem. Lekko pochylona postura postaci sprawia, że sylwetka rysuje się na poprzecznej linii kompozycji.

## Proweniencja
Portrety Bartolomé i jego żony prawdopodobnie znajdowały się w kolekcji Pedra Escata w Palmie, skąd przeszły do rodziny Sureda w Madrycie. Calvert podaje, że były ich własnością do 1907, a następnie zostały nabyte przez Amerykanów Henry’ego i Louisine Havemeyer. Jednak Louisine Havemeyer w swoich wspomnieniach wydanych pośmiertnie w 1930 roku sugeruje, że portrety Suredów trafiły do ich kolekcji przed śmiercią jej męża w 1907. Możliwe, że zostały zakupione w Hiszpanii, gdyż cena zakupu została podana w pesetach. Cooney Frelinghuysen podaje datę zakupu 28 września 1897. Informacja o galerii Durand-Ruel w Paryżu, którą Desparmet Fitz-Gérald podaje jako pośrednika sprzedaży, jest prawdopodobnie błędna. Obraz odziedziczyła córka Havemeyerów Adeline, która podarowała obraz Narodowej Galerii Sztuki w Waszyngtonie w 1941.